# Ливанский диалект арабского языка
Ливанский диалект арабского языка (араб. اللهجة اللبنانية‎) — одна из разновидностей сиро-палестинского арабского языка, которую некоторые исследователи выделяют как самостоятельный диалект. Точное число носителей ливанского диалекта неизвестно. Число владеющих сирийскими диалектами, к которым относится этот диалект, в Ливане в 1991 году оценивалось в 3,9 млн человек.
Сирийский диалект, куда входят говоры Ливана, начал формироваться в середине VII века под влиянием родственного арабскому сирийского языка, который был распространён на территории Сирии до арабизации. Также на ливанский диалект повлиял французский язык.
Ливанский диалект применяется при общении в семейно-бытовой сфере, является родным для носителей и усваивается ими с детства естественным путём. В середине XX века ливанским поэтом Са’идом Аклом была предпринята попытка создать «ливанский язык», представляющий собой нечто среднее между литературным арабским языком и ливанским диалектом.

## Субдиалекты
В состав ливанского диалекта входят следующие субдиалекты:
- Бейрутский.
- Собственно ливанский. На нём говорят шииты и христиане (в основном, марониты) горного Ливана.
- Друзский. Используется друзами горного Ливана и Вади ат-Тайм.
- Диалект суннитов в вади Иклим аль-Харруб.
- Сидонский. Близок к бейрутскому, но имеет черты палестинского.
- Южный. Диалект шиитов южного Ливана.
- Диалект мухафазы Бекаа. Среди его носителей есть сунниты, шииты и христиане.
- Северный. Диалект суннитов и христиан северного Ливана.
- Диалект христиан и мусульман района Мердж-Аюн и региона аль-Аркуб в мухафазе Эн-Набатия. Имеет элементы южноливанского, горноливанского, бекааского, палестинского и хауранского диалектов.

В деревне Дждейдет-Мардж-Уйун говорят на диалекте, близком к говору Хаурана (региона в Сирии и Иордании).